# Synallaxis albescens
Synallaxis albescens là một loài chim trong họ Furnariidae.